# Tikoulou

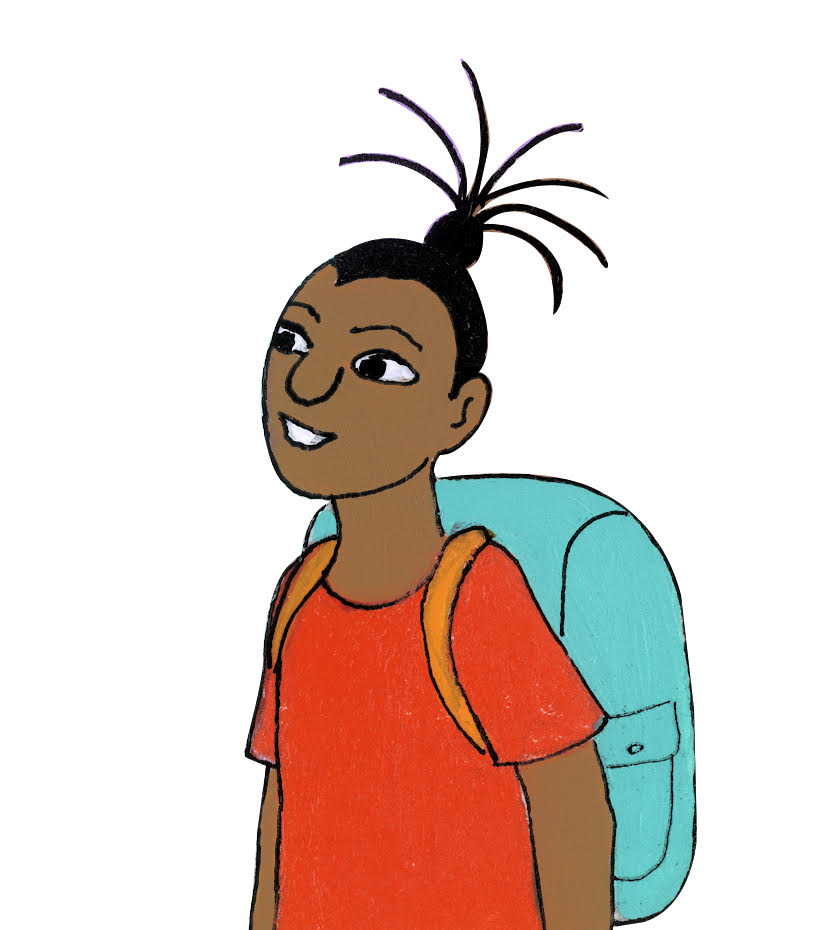
Tikoulou, le petit Mauricien.

Tikoulou est un personnage fictif, héros de la collection Les Aventures de Tikoulou. Créé par Pascale Siew et Henry Koombes, ce petit Mauricien explore, d'aventures en aventures, son île et celles de l'océan Indien.

## Histoire
Tikoulou naît en 1998 sous l'impulsion de Pascale Siew et de Henry Koombes. Étant donné la relative inexistence de littérature mauricienne pour les enfants, Pascale Siew et Henry Koombes décident de créer un personnage qui pourrait parler aux jeunes enfants mauriciens. Nommé Tikoulou en référence à l'expression créole « Il est fort comme un clou », le petit héros mauricien naît sous le pinceau d'Henry Koombes. Avec sa coiffure rasta, ses habits colorés et sa bonne humeur, Tikoulou séduit rapidement la population mauricienne, devenant même un véritable phénomène éditorial. Il apparaît pour la première fois dans le premier album de la collection Au Pays du Dodo.
En 2017, Tikoulou vit sa 16e aventure dans le domaine de Bel Ombre, lieu de préservation d'écosystèmes fragile.
En 2018, sous la plume de l'écrivain mauricien Amal Sewtohul, il s'aventure dans les méandres de Chinatown à Port-Louis.

## Entourage
Bien que le lecteur ne rencontre pas la famille directe de Tikoulou, il en vient à connaître quelques membres de la famille élargie de Tikoulou et surtout ses amis, personnages récurrents dans les différents albums.

### Personnages récurrents

#### Gromarto
Cousin et ami de Tikoulou, ce personnage apparaît pour la première fois dans le quatrième album de la collection, Mystère à la Citadelle. Plutôt peureux, Gromarto est un grand gourmand qui adore les chemises colorées. On le retrouve dans de nombreux albums, tels que Cyclone sur Rivière Noire, La Piste des Diyas ou encore Tikoulou en Inde.

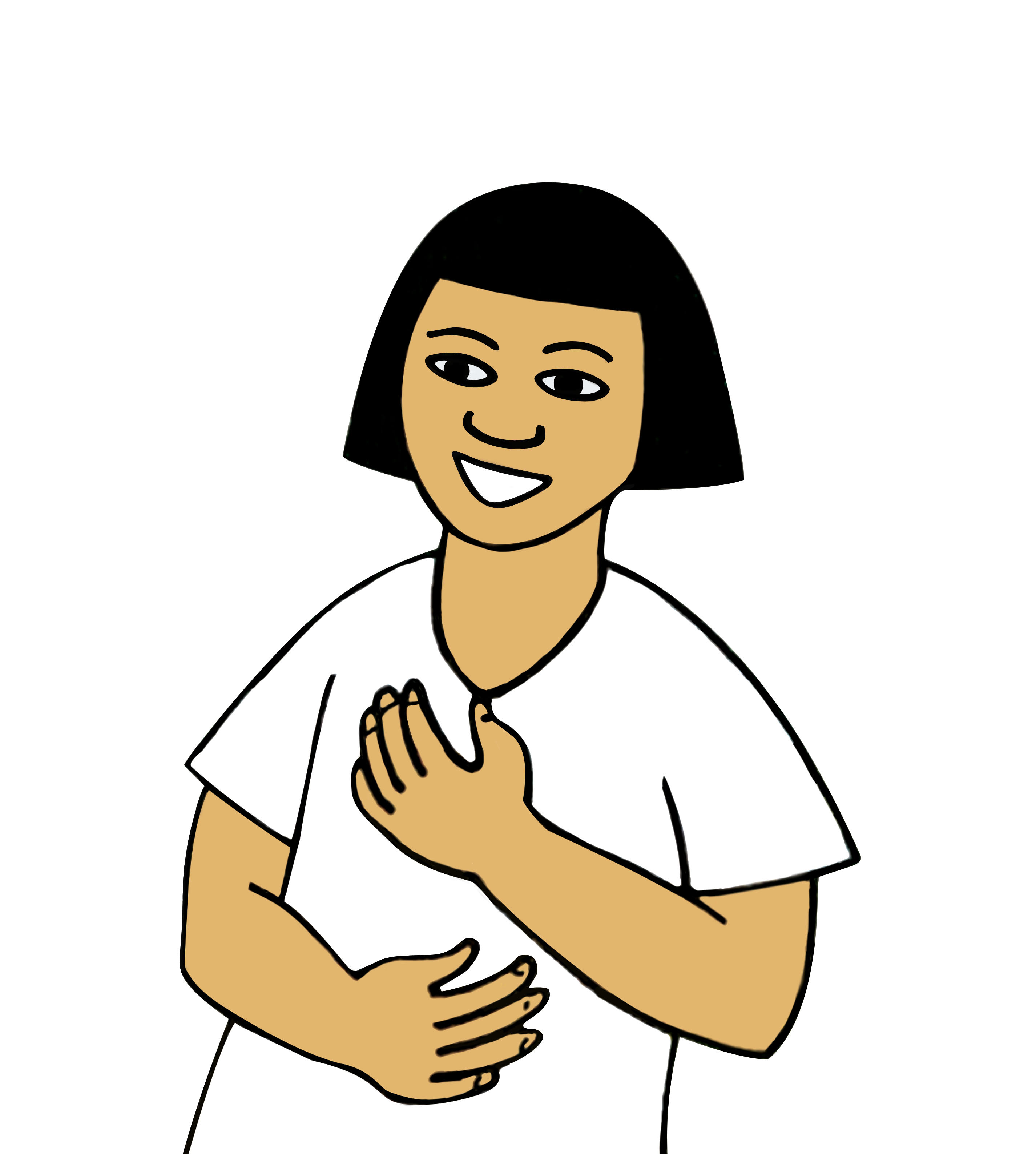
Kaskott, l'amie débrouillarde de Tikoulou.

#### Kasskott
Kasskott est la voisine de Gromarto. Rusée et pleine de ressources, elle est une meneuse née. Elle apparaît pour la première fois dans l'album Mystère à la Citadelle lorsque les enfants traquent le célèbre voleur de bicyclettes Pic Pac. C'est avec elle que Tikoulou s'embarque aux Seychelles dans l'album Enquête aux Seychelles pour aller à la recherche du père de Kasskott qui semble en danger. On la retrouve aussi dans Cyclone sur Rivière noire, La Piste des diyas ou dans l'hippodrome de Maurice dans Un samedi sous tension.

#### Matapan

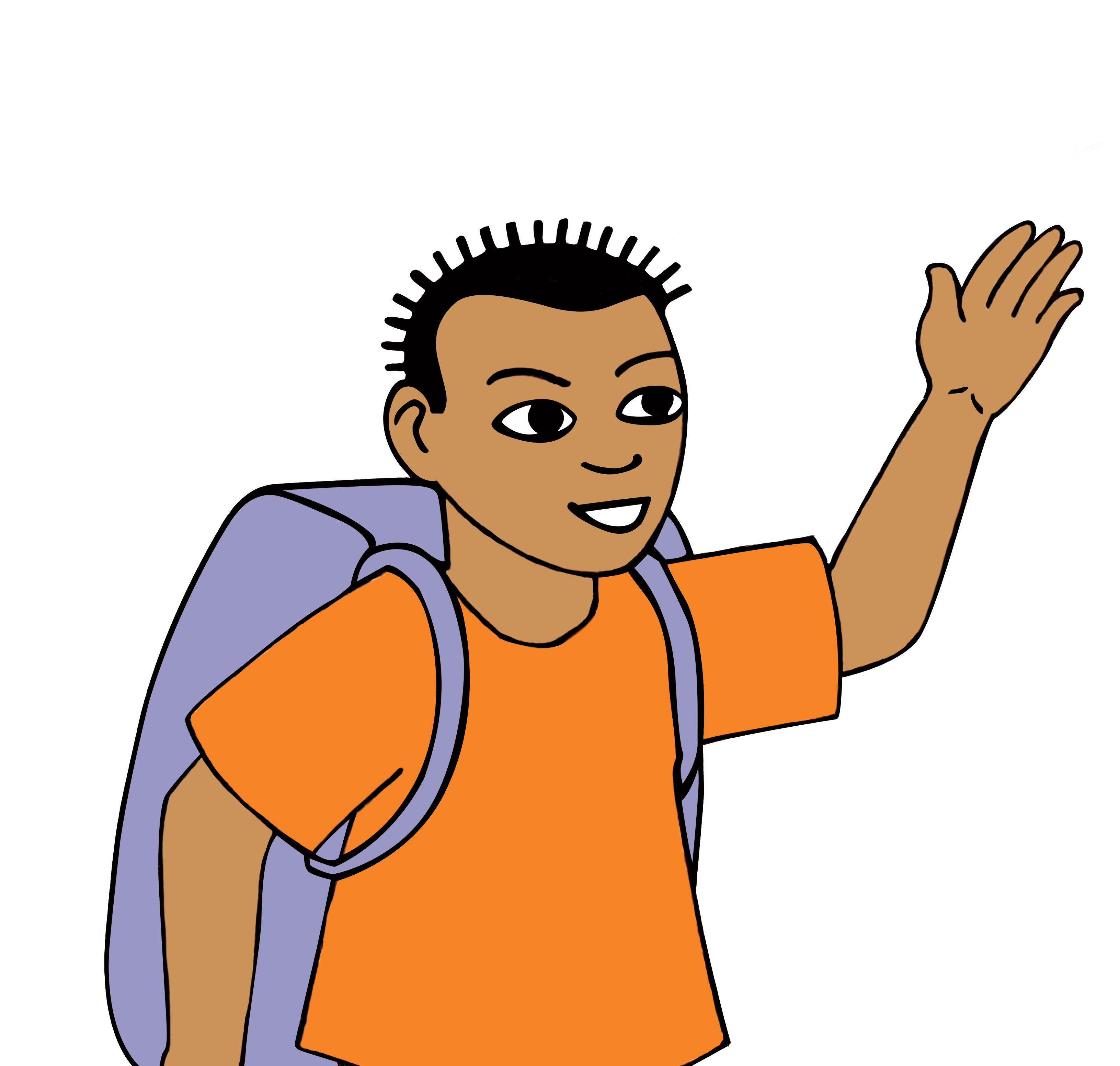
Matapan, l'ami courageux de Tikoulou.

Matapan est l'un des meilleurs amis de Tikoulou. Il apparaît pour la première fois dans le cinquième album de la collection, Méli-Mélo dans la mélasse. Très téméraire, il accompagne Tikoulou dans de nombreuses aventures, notamment dans l'usine sucrière de Méli-Mélo dans la mélasse, dans Cyclone sur Rivière noire, à la recherche d'un trésor à Madagascar dans Cap sur Nosy Boraha, dans La Piste des diyas, ou encore à la rescousse de la princesse Néréia dans L'Étrange été de Tikoulou, album écrit en 2014 par Nathacha Appanah.

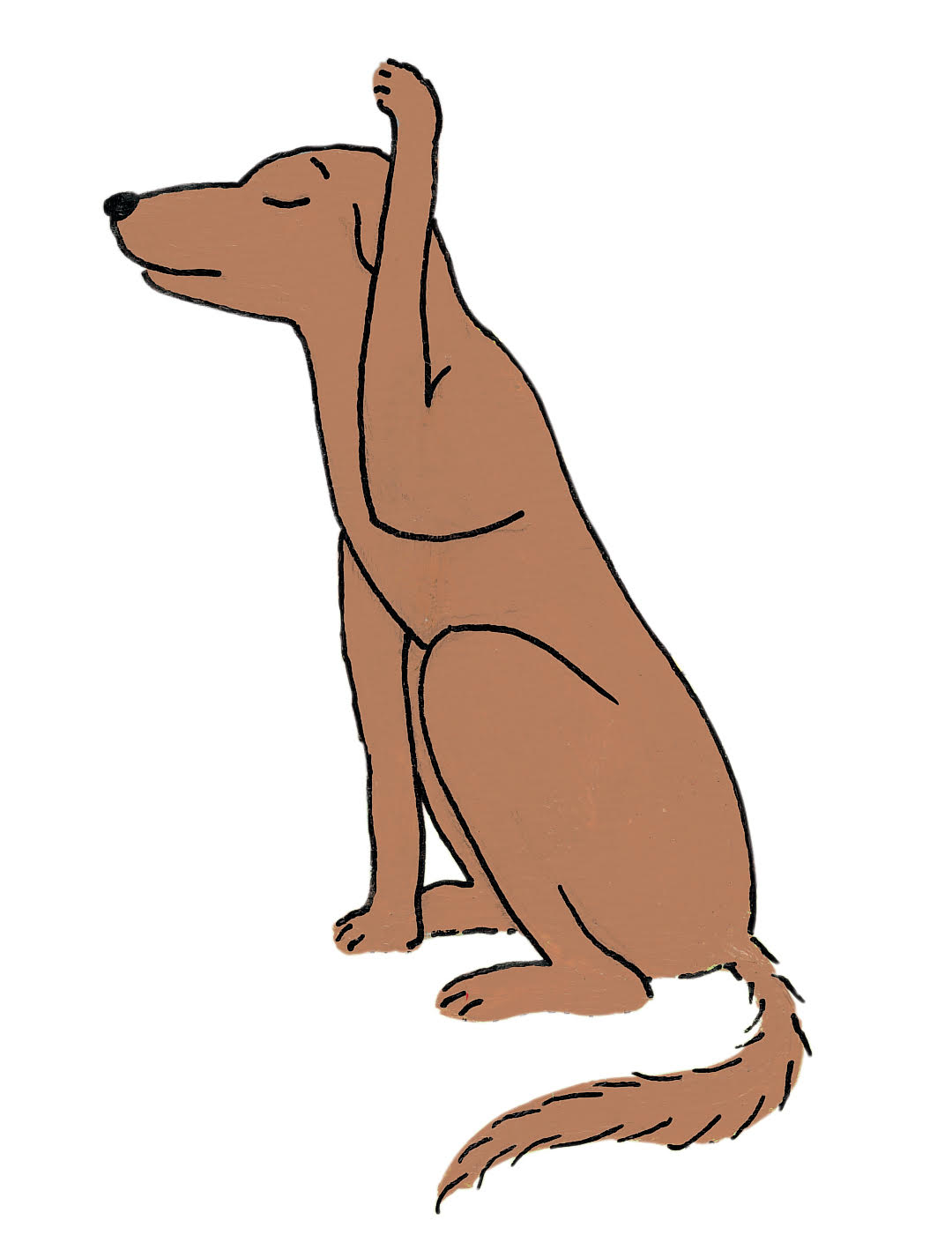
Dimoune, le meilleur ami de Tikoulou.

#### Dimoune
Dimoune est le meilleur ami de Tikoulou. Chien fidèle, il suit son maître dans de nombreuses aventures. Jovial et plein d'initiatives, il est un bon guide. Il apparaît pour la première fois dans Le Trésor de Tikoulou lorsque les deux amis découvrent le trésor du navigateur hollandais Jan Batavia, perdu depuis 1635.

### Personnages secondaires

#### Kousti

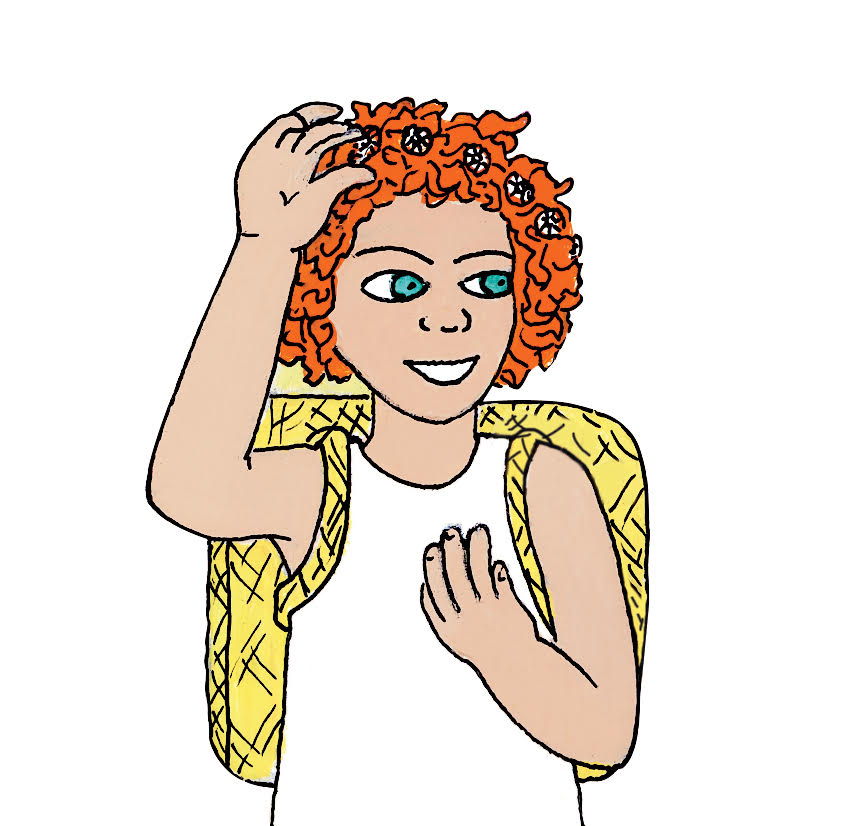
Lalie, l'amoureuse de Tikoulou.

Kousti est un dauphin pétillant. Ami de Tikoulou, il lui vient souvent en aide. Il apparaît pour la première fois dans le troisième album de la collection, S.O.S. Requin !.

#### Lalie
Lalie est une petite fille muette qui vit à La Réunion. Tikoulou la rencontre dans l'album Sur les terres de Grand-Mère Kalle, écrit par Joëlle Écormier, lorsqu'il va rendre visite à son ami Zécli. Il tombe vite amoureux de Lalie et celle-ci viendra à son tour lui rendre visite à Maurice dans La Piste des diyas, du même auteur.